# Quế (phường)
Quế là một phường thuộc thị xã Kim Bảng, tỉnh Hà Nam, Việt Nam.

## Địa lý
Phường Quế nằm ở trung tâm thị xã Kim Bảng, có vị trí địa lý:
- Phía đông giáp xã Văn Xá và thành phố Phủ Lý
- Phía tây giáp phường Ngọc Sơn
- Phía nam giáp phường Thi Sơn
- Phía bắc giáp phường Đồng Hóa và phường Ngọc Sơn.

Phường Quế có diện tích 3,06 km², dân số năm 2023 là 7.287 người, mật độ dân số đạt 2.381 người/km².

## Lịch sử
Thị trấn Quế được thành lập vào ngày 1 tháng 4 năm 1986 trên cơ sở 15 ha diện tích tự nhiên của xã Kim Bình, 111,13 ha diện tích tự nhiên của xã Văn Xá và 62,05 ha diện tích tự nhiên của xã Ngọc Sơn.
Sau khi thành lập, thị trấn có 188,18 ha diện tích tự nhiên và 5.667 người.
Ngày 23 tháng 7 năm 2013, Chính phủ ban hành Nghị quyết số 89/NQ-CP. Theo đó, điều chỉnh 6,04 ha diện tích tự nhiên của xã Kim Bình (gồm diện tích nhà máy nước và trạm bơm trục đứng Quế) về thị trấn Quế quản lý.
Sau khi điều chỉnh địa giới hành chính, thị trấn Quế có 306,09 ha diện tích tự nhiên và 5.401 người.
Ngày 14 tháng 11 năm 2024, Ủy ban Thường vụ Quốc hội ban hành Nghị quyết số 1288/NQ-UBTVQH15 về việc sắp xếp đơn vị hành chính cấp huyện, cấp xã của tỉnh Hà Nam giai đoạn 2023 – 2025 (nghị quyết có hiệu lực từ ngày 1 tháng 1 năm 2025). Theo đó, thành lập phường Quế thuộc thị xã Kim Bảng trên cơ sở toàn bộ 3,06 km² diện tích tự nhiên và quy mô dân số là 7.287 người của thị trấn Quế.